# Muscle Museum
Muscle Museum is de derde single van Showbiz, het eerste studioalbum van de Britse rockband Muse. De single werd uitgebracht op 22 november 1999. Een jaar later werd de single opnieuw uitgebracht op 9 oktober 2000.

## Achtergrond
De titel van het nummer is een indirect afgeleid van Muse. Als je in sommige Engelse woordenboeken naar het woord 'muse' zoekt, dan is het woord voor muse 'muscle' en het woord na muse 'museum'. Ook was Muscle Museum de eerste single van Muse in de Benelux.
In het Verenigd Koninkrijk behaalde de single de 43e positie in de UK Singles Chart. In de Nederlandse Single Top 100 kwam de single niet hoger dan de 100e positie.

## Videoclip
De videoclip van het nummer is geregisseerd door Joseph Kahn en bevat een groep verschillende mensen in een stadsbuurt die aan het huilen zijn om verschillende situaties.

## Nummers
Alle teksten zijn geschreven door Matthew Bellamy. 
| 1.                | Muscle Museum | 4:25 |
| 2.                | Minimum       | 2:44 |
| Totale duur: 7:09 |               |      |

| 1.                 | Muscle Museum                               | 4:25 |
| 2.                 | Do We Need This?                            | 4:17 |
| 3.                 | Muscle Museum (akoestische live-uitvoering) | 4:45 |
| Totale duur: 13:27 |                                             |      |

| 1.                 | Muscle Museum (volledige versie) | 5:29 |
| 2.                 | Pink Ego Box                     | 3:32 |
| 3.                 | Con-Science                      | 4:52 |
| Totale duur: 13:53 |                                  |      |

| 1.                 | Muscle Museum                               | 4:25 |
| 2.                 | Do We Need This?                            | 4:17 |
| 3.                 | Pink Ego Box                                | 3:32 |
| 4.                 | Muscle museum (akoestische live-uitvoering) | 4:45 |
| Totale duur: 16:59 |                                             |      |

| Nr. | Titel                       | Duur |
| --- | --------------------------- | ---- |
| 1.  | Muscle museum (radioversie) | 3:57 |

## Heruitgave
Muscle Museum werd opnieuw uitgebracht op 9 oktober 2000. De heruitgave behaalde in het Verenigd Koninkrijk een 25e positie in de UK Singles Chart.

### Nummers
| 1.                | Muscle Museum (US Mix) | 4:29 |
| 2.                | Escape (live, Ouï FM)  | 3:32 |
| Totale duur: 8:01 |                        |      |

| 1.                 | Muscle museum (US Mix)            | 4:29 |
| 2.                 | Agitated (live, London Astoria)   | 3:14 |
| 3.                 | Sunburn (Timo Maas Sunstroke Mix) | 6:46 |
| 4.                 | Muscle Museum (live)              | 4:29 |
| Totale duur: 18:58 |                                   |      |

| 1.                 | Muscle Museum (US Mix)        | 4:29 |
| 2.                 | Sober (Saint US Mix)          | 4:06 |
| 3.                 | Muscle Museum (Soulwax Remix) | 3:43 |
| Totale duur: 12:19 |                               |      |

| 1.                 | Muscle museum (radioversie)       | 4:00 |
| 2.                 | Sober (The Saint Remix)           | 4:06 |
| 3.                 | Sunburn (Timo Maas Sunstroke Mix) | 6:44 |
| Totale duur: 14:50 |                                   |      |

## Hitnoteringen

### NederlandseSingle Top 100
| Positie: | 100 | uit |